# 阿妮卡·卡斯塔涅达
阿妮卡·查贝利·阿列塔·卡斯塔涅达（英語：Anicka Chabeli Arrieta Castañeda；1999年12月15日—），菲律宾女子足球运动员，司职中场，目前效力于菲律宾国家女子足球队。她曾代表菲律宾参加2022年亚足联女子亚洲杯和2023年国际足联女子世界杯等多场国际赛事。